# Kleine Sturmhaube
Die Kleine Sturmhaube (polnisch Szyszak Maly, tschechisch Maly Sisak) ist ein Berg auf dem Riesengebirge-Hauptkamm. Er liegt an der tschechisch-polnischen Grenze, zwischen dem Spindlerpass (Przełęcz Karkonoska) und dem Kleinen Rad (Tępy Szczyt) am Weg der polnisch-tschechischen Freundschaft (Kammweg).

## Nahegelegene Gipfel
| Garb         | Sucha Góra  | Kleines Rad |
| Čihadlo      | Kompass     | Smogornia   |
| Železný vrch | Kozí hřbety | Luční hora  |

## Merkmale
Mit einer Höhe von 1439 Metern ist die Kleine Sturmhaube eine der höchsten Erhebungen des Riesengebirges und kurioserweise 15 Meter höher als die Große Sturmhaube (poln. Śmielec, tschech. Velký Šišák), mit der der haufenförmige Berg ebenso wie mit dem Hohen Rad (poln. Wielki Szyszak, tschech. Vysoké Kolo) eine große Ähnlichkeit besitzt. Diese Ähnlichkeit ist von Osten gesehen am auffälligsten und liefert ein gutes Beispiel für die von eiszeitlichen Gletschern abgerundete charakteristische Bergform im Riesengebirge.
Der Lawinenhang an der Südostseite fällt zum Teufelsgrund (tschech. Čertův důl) hin ab. Hier fließt der Teufelsbach (tschech. Čertova struha), einer der Zuflüsse der Bílé Labe (Weißwasser).

## Naturschutz
Die Kleine Sturmhaube liegt auf dem Gebiet von zwei Nationalparks. In Polen im Karkonoski Park Narodowy (KPN) und in Tschechien im Krkonošský národní park (KRNAP). Der Zugang zum Gipfel ist nicht erlaubt, da er in der Schutzzone I des Nationalparks liegt und kein markierter Wanderweg hinführt.

## Flora  und Fauna
Zwischen den riesigen Geröllfeldern, die den Gipfel bedecken, wachsen verschiedene Flechten und Gräser, Latschenkiefern und Heidelbeersträucher. Dem rauen Klima trotzen auch Enziane, Schwalbenwurz und der Alpen-Brandlattich.
Aufgrund des eingeschränkten Nahrungsangebots, das die subalpine Flora bietet, finden sich neben pflanzenfressenden Wanzen, Spinnen und Käfern hauptsächlich Vogelarten, denen diese Insekten als Nahrung dienen. Zu nennen sind Rotschwänzchen, Steinschmätzer, Bergpieper, Hausrotschwanz, Lerche und am Ende der Nahrungskette der Zwergfalke Merlin.
Zwar steigt auch Rehwild zuweilen bis in diese Höhen hinauf, was jedoch aus Gründen des Naturschutzes versucht wird zu unterbinden.

## Bilder aus der Umgebung

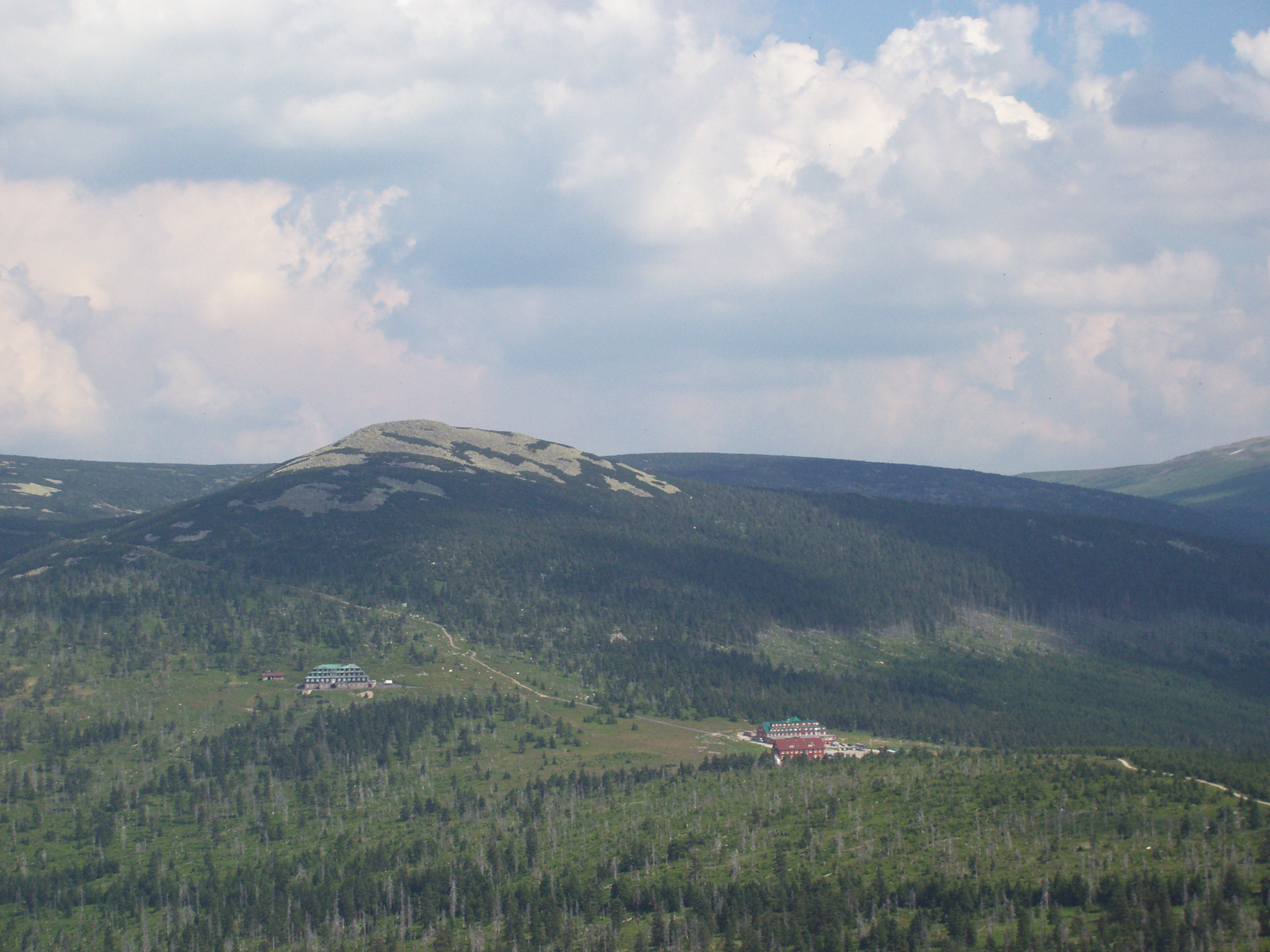
Die Berghütten Schronisko Odrodzenie und Špindlerova bouda (rechts im Bild) am Spindlerpass unter der Kleinen Sturmhaube.
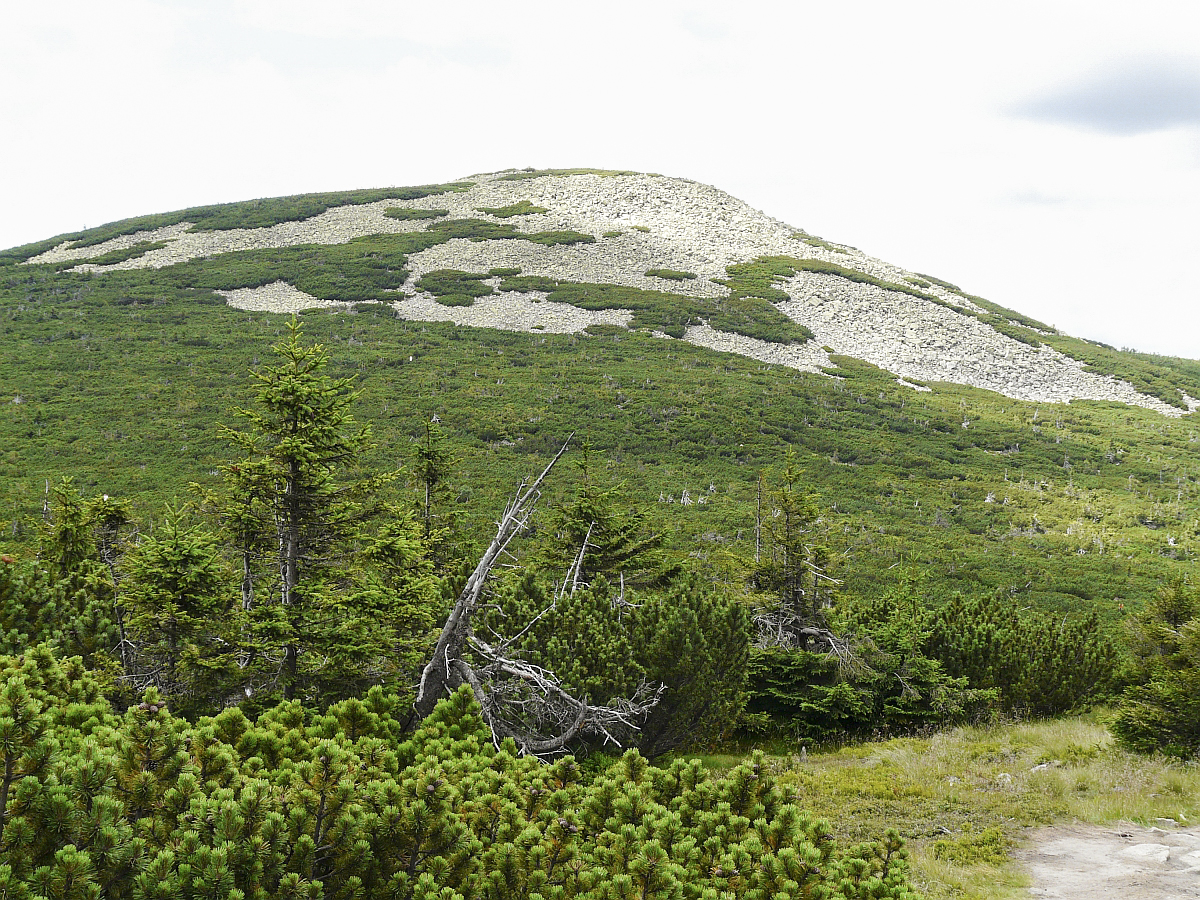
Der von Geröll bedeckte Gipfel.
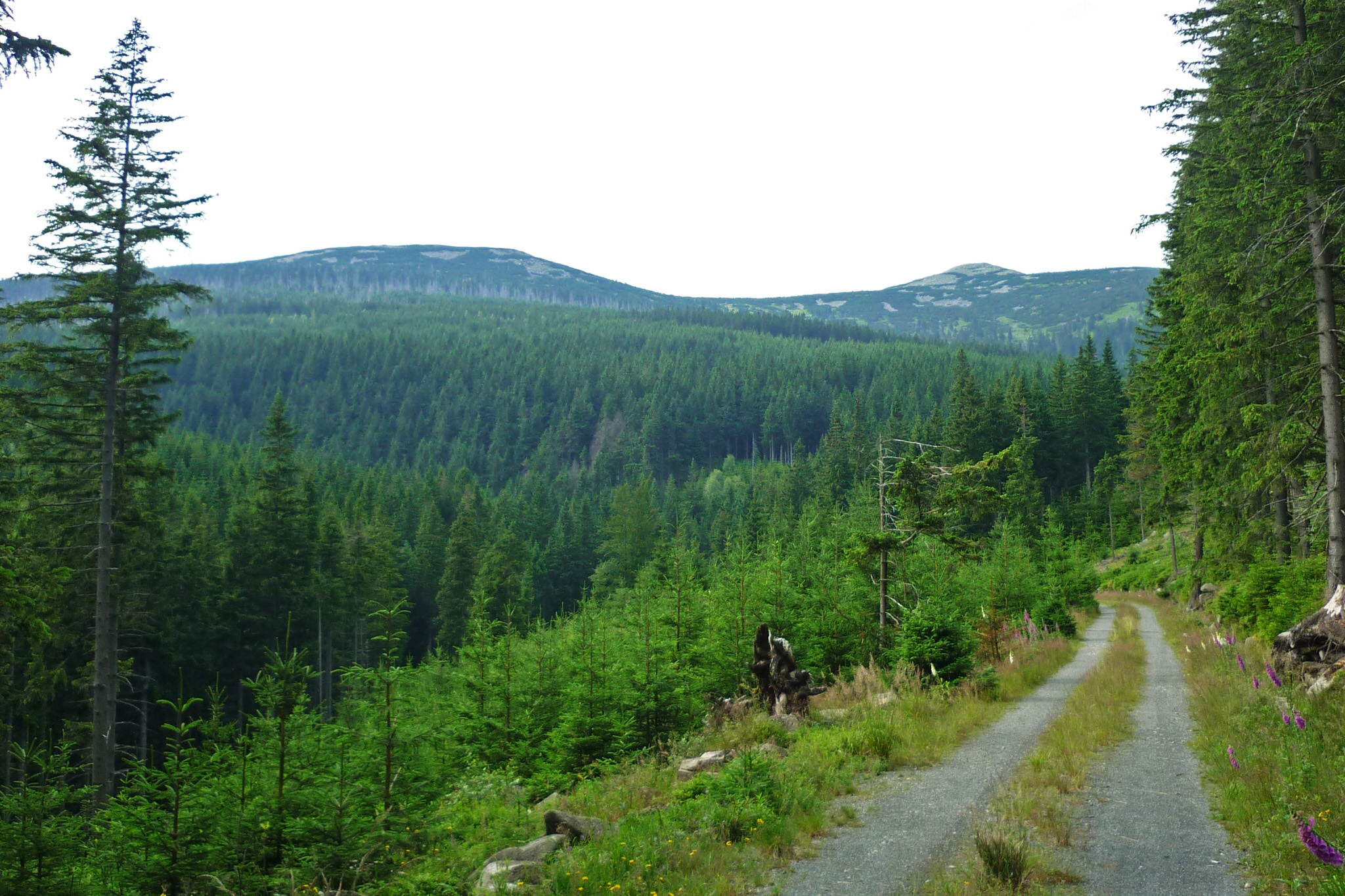
Blick auf die Kleine Sturmhaube aus der Nähe von  Podgórzyn (Giersdorf). Daneben das Kleine Rad (links im Bild).
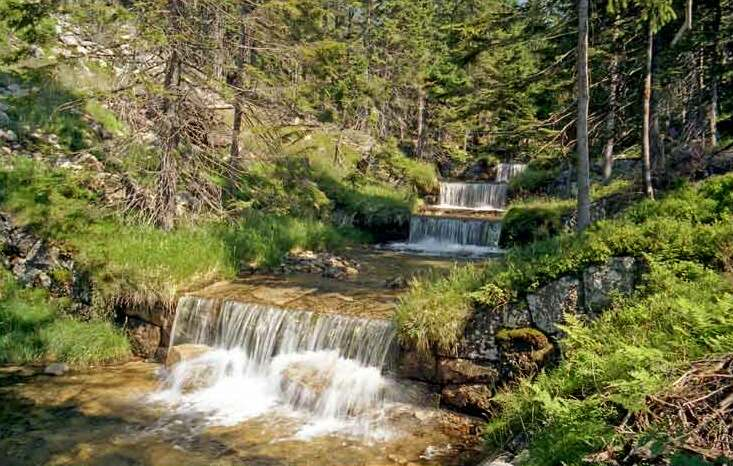
Fallstufen zum Hochwasserschutz am Teufelsbach im Teufelsgrund.